# Ardisia pleurobotrya
Ardisia pleurobotrya là một loài thực vật có hoa trong họ Anh thảo. Loài này được Donn.Sm. mô tả khoa học đầu tiên năm 1897.

## Hình ảnh

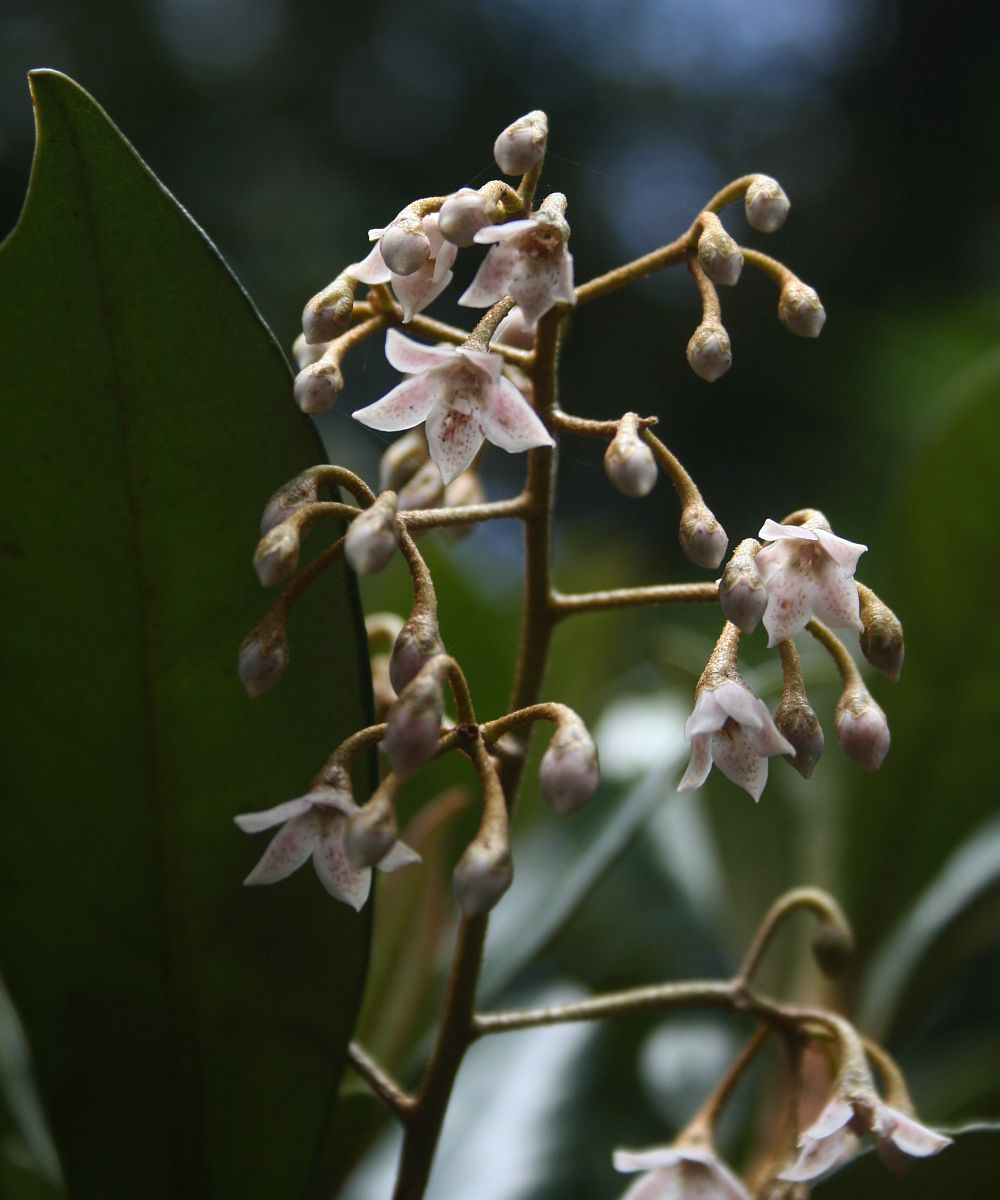
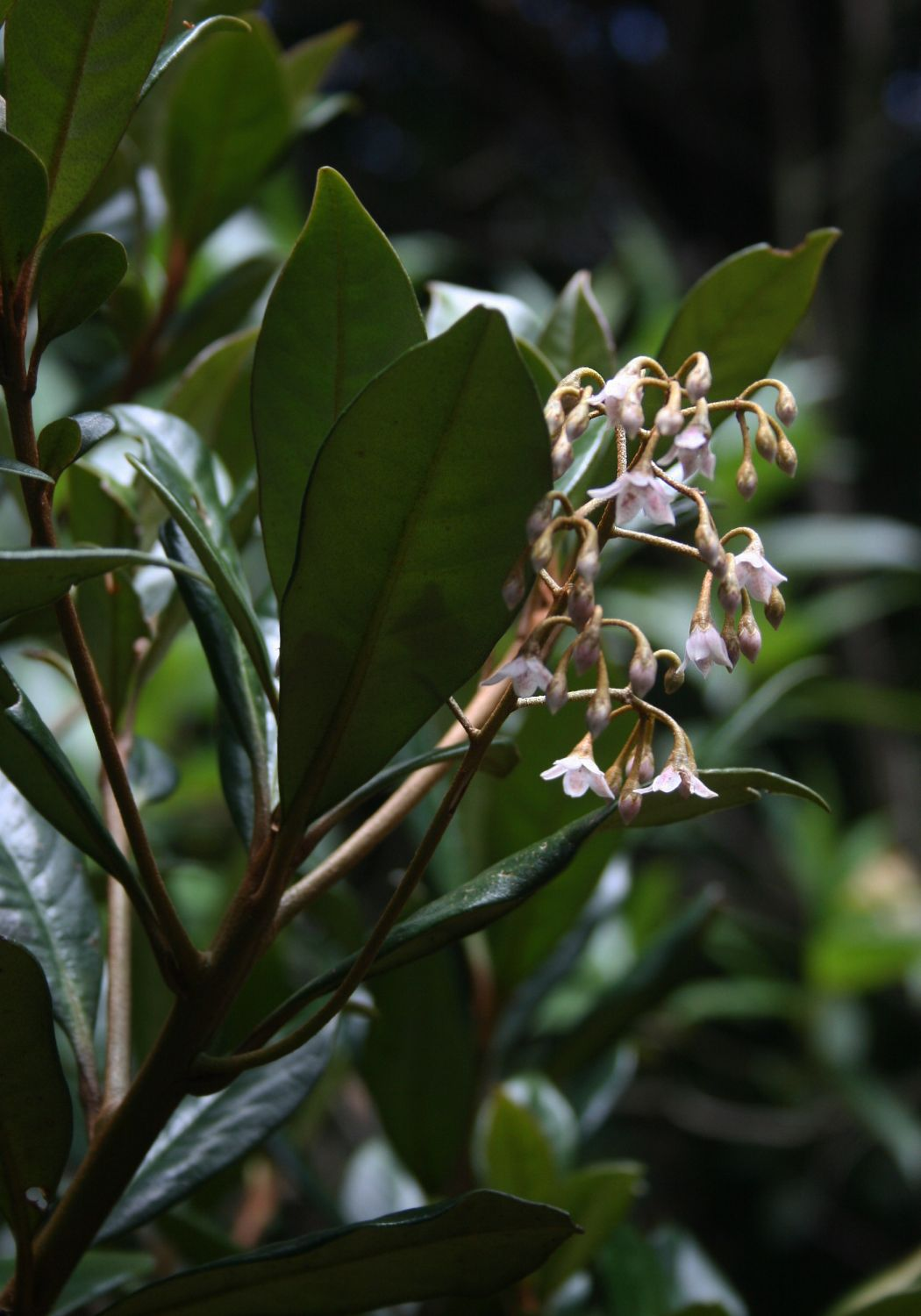